# Chantiers Aéro-Maritimes de la Seine
Chantiers Aéro-Maritimes de la Seine, CAMS — ныне не существующая французская авиастроительная компания, специализировавшаяся на выпуске гидросамолётов.

## История
Основатель компании Лоран Сантони начиная с 1916 года был официальным импортёром авиатехники итальянской фирмы SIAI. В начале 1920 года он договорился с её владельцами о лицензионном выпуске самолётов их конструкции во Франции.
Производить их должна была основанная в ноябре 1920 года в Сент-Уэне компания CAMS, куда годом позже удалось переманить у SIAI авиаконструктора Раффаэле Конфленти, занявшего на новом месте пост технического директора. До 1922 года компания выпускала самолёты SIAI (модели S.9, S.13 и S.16), а затем перешла к производству гидросамолётов собственной конструкции, начало которым положил учебный гидроплан CAMS 30E совершивший свой первый полёт в январе 1923 года.
В 1924 году компания расположилась в городе Сартрувиль (Ивелин), выбранном из-за близости к водоёму Сены и возможности трамвайного сообщения с Парижем. Позже были также приобретены участки на Средиземном море: в Бер-л’Этан и Витроль, для обустройства сборочных цехов.
С 1926 года основной источником доходов компании, управляемой инженером Морисом Юрелем — производство гидросамолётов для ВВС флота, в частности, моделей CAMS 37 (около 300 экземпляров) и CAMS 55 (115 экземпляров). Финансовые трудности, усугублённые кризисом начала 1930-х, привели в 1932 году к прекращению деятельности, хотя как раз к тому моменту были разработаны несколько перспективных проектов, в том числе транспортных самолётов для полётов через Северную Атлантику. Активы CAMS были позже приобретены Henry Potez, а выпускаемые в Сартрувиле гидросамолёты получили марку Potez-CAMS.
В рамках проводимой Народным фронтом экономической политики, в 1936 году компания была национализирована, и, вместе с фирмами Romano, Lioré et Olivier, Potez и SPCA 1 февраля 1937 года вошла в государственное объединение SNCASE. Завод в Сартрувилле достался другому гособъединению — фирме SNCAN. (Оба, пройдя череду реорганизаций, в конечном итоге, вошли в состав Aérospatiale и затем в EADS).
Воссозданная после Второй мировой войны компания Potez, в середине 1960-х годов и сама оказалась в затруднительном положении. Провал с выпуском турбовинтовых Potez 840 привёл к остановке производства и закрытию. В 1967 году её мощности перешли компании Sud Aviation и далее также к Aérospatiale/EADS.

## Продукция фирмы

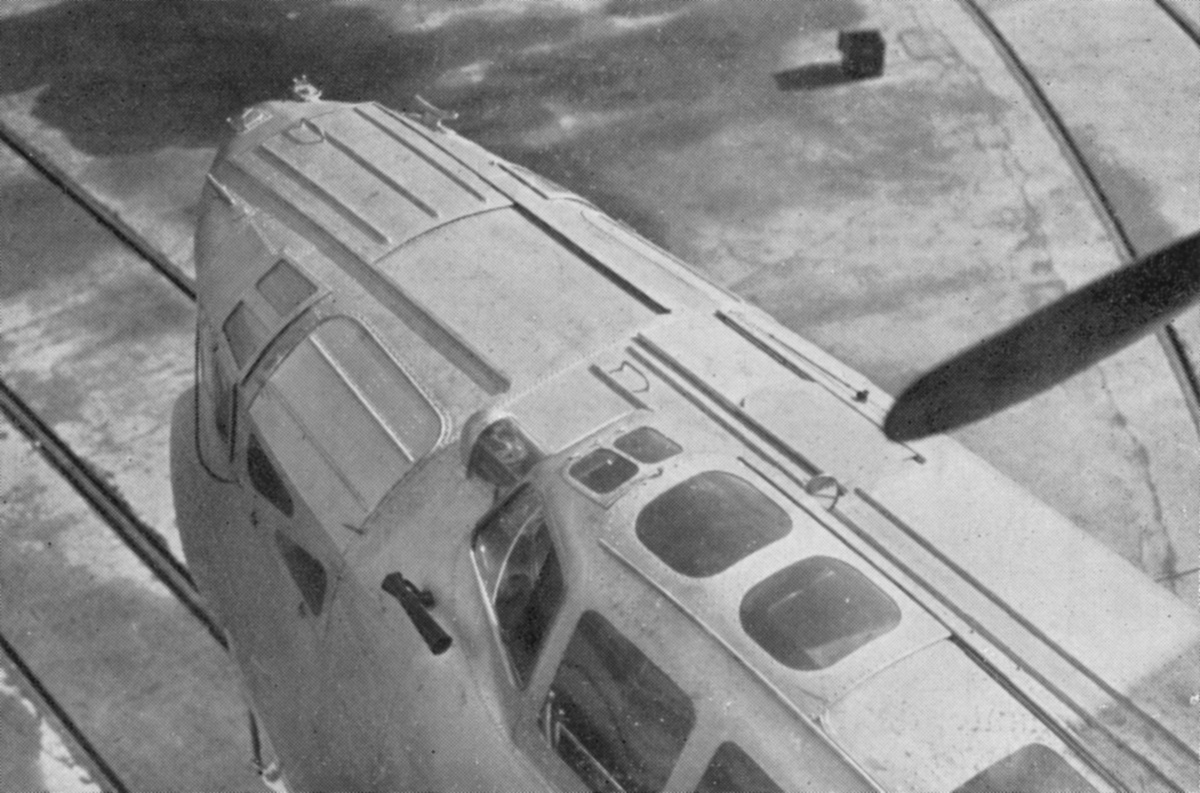
Носовая часть самолёта CAMS 110

Конструктивно, большая часть моделей CAMS представляла собой летающие лодки-бипланы с одним мотором и толкающими воздушными винтами, либо с двумя двигателями расположенными тандемом.
- CAMS 30E (1922) — двухместный учебный гидросамолёт.
- CAMS 30T (1924) — В 1924 году участвовал в попытке побить рекорд скорости для пассажирских летающих лодок.
- CAMS 31 (1922) — многоцелевая летающая лодка, 2 прототипа.
- CAMS 33B (1923) — разведчик-бомбардировщик.
- CAMS 36 — прототип истребителя, переделанный для гонок на кубок Шнейдера.
- CAMS 33T (1923) — транспортный
- CAMS 37 (1926) — многоцелевая летающая лодка. Построено 332.
- CAMS 38 — гоночный, участвовал в соревнованиях на кубок Шнейдера 1923 года, 1 экземпляр.
- CAMS 46E (1926) — учебный самолёт начальной подготовки.
- CAMS 46ET (1926) — учебный самолёт переходной подготовки.
- CAMS 50 — бомбардировщик.
- CAMS 51 (1926) — транспортный / разведчик. Рекорд высоты полёта с грузом (1927), 3 экземпляра.
- CAMS 52 — поплавковый бомбардировщик-торпедоносец, 1 прототип.
- CAMS 53 (1928) — транспортный, около 30 экземпляров.
- CAMS 54 участвовал в попытке трансатлантического перелёта.
- CAMS 55 (1928) — разведчик-бомбардировщик, развитие CAMS 53, 112 экземпляров.
- CAMS 58 / 58-2 / 58-3 — транспортный самолёт, всего построено 4 экземпляра
- CAMS 80 (1931)
- CAMS 90 (1932)
- CAMS 110 (1934) — патрульная летающая лодка, 1 прототип
- CAMS 120 (1935) — патрульная летающая лодка, 1 прототип
- Potez-CAMS 141
- Potez-CAMS 160
- Potez-CAMS 161 (1938)